# باب سعيدو ديوب
باب سعيدو ديوب (بالفرنسية: Pape Seydou Diop)‏ (12 يناير 1979 بداكار في السنغال - ) هو لاعب كرة قدم سنغالي في مركز الوسط. شارك مع منتخب السنغال لكرة القدم. أما مع النوادي، فقد لعب مع دينامو بوخارست وراسينغ كولومب ونادي آراو ونادي سيدان ونادي فالينسيان ونادي لانس ونورويتش سيتي وLevallois SC ‏ وأولمبيك نوازي لو سيك ‏ وArras FA ‏.

## وصلات خارجية
- باب سعيدو ديوب على موقع قاعدة بيانات كرة القدم.إي يو (الإنجليزية)
- باب سعيدو ديوب على موقع ناشيونال فوتبول تيمز (الإنجليزية)
- باب سعيدو ديوب على موقع عالم كرة القدم.نت (الإنجليزية)